# Hugues Vassal
Hugues Vassal (17. června 1933, Boulogne-Billancourt – 24. dubna 2023, Tours) byl francouzský fotograf, novinář, fotoreportér a spisovatel. Byl jedním ze spoluzakladatelů agentury Gamma a oficiálním fotografem zpěvačky Édith Piaf, o které napsal šest knih.

## Životopis
Studoval na vojenské akademii v Sorèze v Tarnu v letech 1939 až 1945. Svou fotografickou kariéru zahájil v roce 1953 jako „ juniorský model ". Tato krátká zkušenost ho přivedla k fotografování a přiměla ho jít za objektiv. V roce 1951 byl asistentem módního a novinářského fotografa Philippa Constantina, skvělého reportéra deníku Paris Presse, specializovaného na „mluvící fotografii". Toto setkání ovlivnilo jeho pojetí fotografie, kde je obraz soběstačný a je čitelný pro každého včetně cizince. Od roku 1953 byl mladým začínajícím fotografem v redakci France Dimanche.

### Edith Piaf
V roce 1957 mu byla svěřena zpráva o Edith Piaf. Po tomto setkání ho určila jako svého oficiálního fotografa pro tyto noviny. Získal exkluzivitu veřejného i soukromého života zpěvačky.
Po zmizení Edith Piaf se Hugues Vassal stal fotografem hvězd showbyznysu 60. let pro France Dimanche . Fotografoval Mireille Mathieu, Johnny Hallyday, Sylvie Vartan, Jacques Brel, Charles Aznavour, Maurice Chevalier, Françoise Hardyová, Antoine, Georges Brassens, Claude François, Dalida, Sheila, Hugues Aufray, zasnoubení Rainiera a Mansfieldové, Gary Cooper, Frank Sinatra, Yul Brynner a Brigitte Bardotová a další.

### Agentura Gamma
V roce 1966 si za spoluúčasti Léonarda de Rémy, Jeana Lattèse, Huberta Henrotteho a Jeana Monteuxe představili novou agenturu pro fotografy v režii fotografů. V roce 1967 se spojil s Hubertem Henrottem, Gillesem Caronem a Raymondem Depardonem, aby na tomto nápadu založili agenturu Gamma. V té době byla agentura Gamma první zcela nezávislou agenturou.
Reportáže Huguese Vassala v showbyznysu a Léonarda de Rémyho, fotografa filmové scény, zpočátku umožňují agentuře Gamma zajistit první měsíce. Jeho účast na vzniku agentury Gamma mu umožnila cestovat po světě : Evropa, Afrika, Jižní Amerika, Severní Amerika, Dálný východ, Střední východ a podobně. V Jižní Africe udělal v roce 1969 symbolickou fotografii na téma apartheidu, která obletěla svět: běloši a černoši, odděleni bílým provazem na tribuně stadionu ve zlatém dole Bloemfontein.
V letech 1966 až 1976 se stal fotografem na íránském císařském dvoře a byl svědkem oficiálních ceremonií : korunovace v říjnu 1967, oslava 2500 let íránské monarchie (Festival Persepolis) v roce 1971, návštěvy politických osobností, jako je prezident Spojených států Richard Nixon, egyptský prezident Anouar el-Sadat, francouzský prezident Georges Pompidou, francouzský prezident Valéry Giscard d'Estaing. Hugues Vassal byl také privilegovaným fotografem soukromého života císařské rodiny : narození dětí, dovolená na pobřeží Kaspického moře, narozeniny, atd.
V roce 1971 jako první západní fotograf získal vízum do Čínské lidové republiky, kde vytvořil několik unikátních zpráv. Zachytil vzácné snímky čínského rolnictva, pracovního světa, vzdělání, každodenního života, medicíny, každodenního čtení malé červené knížky... V letech 1971 až 1976 podnikl několik cest, během kterých pozoroval vývoj čínského způsobu života, příchod prvních zemědělských strojů, prvních tranzistorů na venkově. Fotografoval Čou En-laje, čínského politika, čínského politika Ťianga Čchinga nebo poslední manželku Mao Ce-tunga. Doprovázel několik francouzských politických osobností jako Georges Pompidou v roce 1973 nebo Maurice Schumann.
Na Středním východě vytvořil několik zpráv, zejména o Davidu Ben Gurionovi, zakladateli Státu Izrael, Goldě Meirové, během Jomkipurské války v říjnu 1973, nebo Willy Brandt, německý kancléř při své návštěvě Izraele v červnu 1973.
V letech 1974 až 1975 byl ředitelem agentury Gamma.
Fotografie Huguese Vassala distribuuje agentura AKG Images.
Hugues Vassal umřel v Tours dne 24. dubna 2023 ve věku 89 let.

## Publikace
- Piaf, mon amour (Piaf, má lásko), vydal Carrière Michel Lafon
- Édith et Thérèse la sainte et la pécheresse (Edith a Therese, světice a hříšnice), s Jacqueline Cartier, vydání Anne Carrière
- Piaf The Unforgettable, s Marcelle Routier, edice Renaudot et Cie
- Jan Pavel II : Otisk, s Olivierem Philippem - Jeanem Poggim, editor De Vecchi
- Dans les pas d’Édith Piaf (Po stopách Edith Piaf), edice Les 3 Orangers
- Édith Piaf une vie en noir et blanc (Edith Piaf, život v černobílé), Editions du Signe
- Édith et Thérèse la sainte et la pécheresse (Edith a Therese, světice a hříšnice), s Jacquelinou Cartierovou, Editions du Signe
- Dans l'intimité des stars de la chanson (V soukromí pěveckých hvězd), Éditions de l'Archipel, 2019

## Výstavy
- Listopad 1986 v galerii Olympus na Forum des Halles v Paříži 4. „Édith Piaf“. V rámci měsíce fotografie.
- Říjen 1987, v Nice na Espace Agora "Piaf, mon Amour"
- Červenec-srpen 2002, v Lisieux, "Piaf, mon Amour"
- Březen 2004, na radnici Paříž 4.: "Piaf, dítě z Paříže"
- Od 1. dubna do 13. května 2011 na La Maison Française de New York University „Edith Piaf by Hugues Vassal“
- Listopad 2011 v Seyhoun Gallery na Melrose Avenue v Hollywood „Shah and Royal Family“
- Od 17. ledna do 10. února 2012 ve Francouzském institutu Bejrút v Libanon „Moje šedesátá léta“[13]
- Říjen 2012 během Rendez-vous de l'histoire: „Rolníci během kulturní revoluce v Číně“[14].
- Květen 2016 během filmového festivalu v Cannes “Édith Piaf”